# Lemooti
Lemooti (auch Loomoti) ist ein Verwaltungsbezirk (Ward) des Distrikts Monduli in der tansanischen Region Arusha.

## Geografie
Lemooti liegt im Norden von Tansania, etwa 60 Kilometer südwestlich der Regionshauptstadt Arusha. Im Südwesten grenzt der Bezirk an den Tarangire-Nationalpark. Bei der Volkszählung 2022 lebten hier 7474 Menschen in 1582 Haushalten.

## Gliederung
Der Bezirk besteht aus drei Gemeinden (Mtaa) mit elf Orten (Kitongoji):
| Lemooti - Lemooti - Oloriso - Lesidai | Longoolwa A - Longoolwa A - Orkisima - Odonyo - Engosipa | Oldonyo - Nyorit A - Nyorit B - Lengijape - Oldonyo |

## Wirtschaft und Infrastruktur
- Gesundheit: Im Bezirk gibt es drei staatliche Apotheken, eine in Lemooti[6] und zwei in Oldonyo.[7][8]

## Sonstiges
Im Jahr 2021 finanzierte die Africa Biodiversity Collaborative Group ein Pilotprojekt zur Eindämmung der Ausbreitung des Sichelbuschs (Dichrostachys cinerea). Dieser invasive dornige Busch beeinträchtigt das für die Viehzüchter notwendige Graswachstum.